# 10K 해상도
10K 해상도는 약 10,000픽셀의 수평 디스플레이 해상도를 나타낸다. 4K UHD, 8K UHD와 달리 UHDTV 방송 표준에는 10K 해상도가 정의되어 있지 않는다. 시연된 최초의 10K 디스플레이는 8K UHD와 동일한 수직 해상도인 10240 × 4320의 해상도를 갖춘 울트라와이드 "21:9" 화면이었다.

## 역사
2015년 6월 5일, 중국 제조업체 BOE는 화면비가 64:27(21:9)이고 해상도가 10240 × 4320인 10K 디스플레이를 선보였다.
2016년 11월, 소비자 기술 협회(Consumer Technology Association)는 디지털 비디오 전송 형식 표준에 대한 업데이트인 CTA-861-G를 발표했다. 이 개정판에는 최대 120Hz에서 화면비가 64:27(21:9)인 10K 해상도인 10240 × 4320에 대한 지원이 추가되었다.
2017년 1월 4일에 HDMI 버전 2.1이 공식적으로 발표되었고 이후 2017년 11월 28일에 출시되었다. HDMI 2.1에는 최대 10K(10240 × 4320)를 포함하여 CTA-861-G 표준에 나열된 모든 형식에 대한 지원이 포함되어 있다. (120Hz까지) HDMI 2.1은 최대 48Gbit/s의 대역폭을 지원하는 새로운 초고속 HDMI 케이블을 지정한다. DSC(디스플레이 스트림 압축) 1.2a는 4:2:0 크로마 서브샘플링을 사용하는 8K 해상도보다 높은 비디오 형식에 사용된다..
10K 해상도는 게임의 경우에도 가끔 볼 수 있다. 예를 들어 옵티파인(OptiFine) 모드가 있는 마인크래프트의 경우 고해상도 스크린샷이 있다.

## 카메라
2021년 현재 페이즈 원(Phase One), 후지필름(Fujifilm), 핫셀블라드(Hasselblad), 소니 등 10K 이상의 해상도를 지원하는 사진 카메라를 생산하는 여러 회사가 있다. 다른 회사에서도 10K 해상도가 가능한 센서를 제작하지만 대부분 일반 대중에게 제공되지 않으며 과학 또는 산업 목적으로 사용되는 경우가 많다.
블랙매직 디자인은 URSA 미니 프로 12K를 사용하여 10K 이상의 해상도로 촬영할 수 있는 비디오 카메라를 생산하는 유일한 회사이다.

## 같이 보기
- 울트라와이드